# HD 95086 b
HD 95086 b, formalmente llamado Levantes, es un exoplaneta confirmado, fotografiado directamente que orbita la joven estrella HD 95086 de presecuencia principal de clase A de 17 millones de años. Tiene aproximadamente 5 veces la masa de Júpiter y orbita a unas 70 UA de su estrella madre. Se detectó en longitudes de onda infrarrojas térmicas (3,8 μm) mediante imágenes directas, utilizando el instrumento NACO del VLT. Se ha detectado un disco de escombros en este sistema en longitudes de onda submilimétricas y se ha resuelto en el infrarrojo lejano a partir de datos obtenidos con el observatorio espacial Herschel.
La estrella anfitriona fue considerada un miembro altamente probable de la región de formación estelar Lower Centaurus Crux, hasta que tentativamente fue reasignada con un 71% de probabilidad a la asociación Carina.  La estrella tiene una masa de 1,6 masas solares, lo que la convierte en una estrella tardía de tipo A. Se encuentra aproximadamente a 90 pársecs de distancia en la constelación de Carina.